# 銀山車站
銀山車站（日语：／ Ginzan eki */?）是一由北海道旅客鐵道（JR北海道）所經營的鐵路車站，位於日本北海道余市郡仁木町，是JR北海道函館本線的沿線車站之一。銀山屬於JR北海道本社（札幌總部）的直轄範圍，車站本身並無人駐守，而是委託附近的商店代售車票。

## 車站構造
對向式月台2面2線的地面車站。月台近函館站設有站內平交道，可跨到2號月台。1號月台是礫石覆蓋，2號月台則鋪有鋪裝。

## 相鄰車站
北海道旅客鐵道（JR北海道）
■函館本線
快速「Niseko Liner」、普通
小澤（S22）－銀山（S21）－然別（S20）